# SH505i
mova SH505i（ムーバ・エス エイチ ごー まる ごー アイ）は、シャープが開発した、NTTドコモによる第二世代携帯電話 (mova) 端末製品。

## 概要
シャープはNTTドコモの端末を以前から製造していたが、当時最先端であった5xxiシリーズを手がけたことはなかった。SH505iはシャープが本格的にNTTドコモの携帯端末に参入した端末とも言えるものである。非常に人気の高い端末のひとつで、発売初日(2003年6月20日)に約17000台、4日目の23日には約42000台、発売1ヶ月では約19万台を売り上げた。
画面は、当時では最大級である2.4インチTFT液晶で、CGシリコンを採用し高画質な画面を実現した端末。3次元画像にも対応しており、プリインストールされている3次元画像のほか、自分で撮影した写真も3次元に変換することができる(一部変換できないものもある)。カメラでは、メガピクセルカメラを搭載しており、またシーンに合わせて夜景モードやスポーツモードといった最適なモード選択できる機能もある。ただし、最大記録画素は、XGA（1024×768ドット）の約79万画素で、メガピクセルでの記録はできなかった。
着信音は64和音対応。保存できる曲数は30曲であるものの、現在ではほとんど見られない“メロディー自作機能”も存在していた。なお、着うたには対応していない。（これは当機種に限らず505iシリーズをはじめとしたmova端末全体にいえることである。）
文字入力システムは「ケータイShoin2」。また“Viewキー”があり、メールを見ているときにも電話帳を見ることができるようになっている。
505iシリーズとして唯一パケットデータ通信サービスDoPaは非対応だが、9.6ｋのデジタルデータ通信は可能である。

## 歴史
- 2003年6月20日 - 発売。
- 2012年3月31日 - movaサービス終了により使用はこの日限りとなる。

## 不具合
発売開始8日目の6月27日に、受信メールの振り分けに不具合があることを発表。なお振り分けが正常でない場合もメールの消失はない。
また、同年7月にはiアプリの内容が初期化されるバグが発見され、ソフトウェアのバージョンアップで対処した。